# Piotr Szawernowski
Piotr Szawernowski (ur. 11 marca?/23 marca 1830 w Witebsku, zm. 27 lipca 1896 w Sankt Petersburgu) – Generał porucznik marynarki wojennej Imperium Rosyjskiego.

## Życiorys
Po nauce w Szkolnym Ekipażu Floty, w 1851 wszedł w skład korpusu inżynierów floty w stopniu chorążego. Początkowo pracował w porcie wojennym w Rewlu. W 1860 powierzono mu budowę latarni morskich na wybrzeżu Bałtyku. w latach 1861–1862 przebywał służbowo w Anglii i Francji, gdzie zapoznawał się z budową i urządzeniem latarni morskich. Zamówił wtedy w Anglii laternę z aparaturą świetlną do rewalskiej latarni. W Wielkiej Brytanii bywał jeszcze kilkakrotnie, zamawiając i odbierając urządzenia do kolejnych latarni.
W 1875 został przeniesiony z portu w Rewlu do Sankt Petersburga, gdzie pracował w Wydziale Budownictwa Morskiego Komitetu Technicznego. W latach 1878–1883 był tam kierownikiem biura konstrukcyjnego. W 1883 został samodzielnym budowniczym latarni na morzach Czarnym i Azowskim. W 1886 objął stanowisko głównego inżyniera budowniczego na tym samym terenie.
W 1891 odszedł na emeryturę.

## Awanse[1]
- 1851 – chorąży
- 1854 – podporucznik
- 1859 – porucznik
- 1862 – sztabskapitan
- 1865 – kapitan
- 1869 – podpułkownik
- 1886 – generał-major
- Służbę zakończył jako generał porucznik.

## Odznaczenia[1]
- Order Świętego Stanisława III klasy (1859)
- Order Świętej Anny III klasy (1868)
- Order Świętego Michała II klasy (1871)
- Order Świętej Anny II klasy (1879)
- Order Świętego Włodzimierza IV klasy (1882)
- Order Świętego Włodzimierza III klasy (1890)

## Życie prywatne
Pochodził z rodziny szlacheckiej herbu Leliwa. Był synem asesora kolegialnego, urzędnika Sądu Powiatowego w Witebsku. Miał troje dzieci: Włodzimierza Kajetana, Marię i Mieczysława Piotra. 
Pochowany został w Sankt Petersburgu.